# Лизуноворуднянські дуби
Лизуноворуднянські дуби — ботанічна пам'ятка природи місцевого значення. Об'єкт розташований на території Ріпкинського району Чернігівської області, по вул. Шкільна, 3, с. Лизунова Рудня Клубівської сільської ради..
Площа — 0,05 га, статус отриманий у 2020 році.
Вікові дерева в кількості 2 особин, віком понад 300 років, які мають естетичну, наукову та природоохоронну цінність.